# Alexanderstone Motte
Alexanderstone Motte är en motteborg i Wales. Den ligger i communityn Llanddew i Powys. Den är från tidig medeltid och inga byggnadsdelar återstår ovan jord. Alexanderstone Motte ligger 191 meter över havet.